# Mors (mitologia)
Mors (en llatí Mors) era la personificació de la mort en la mitologia romana. En relació amb les altres tres deïtats de la mort, Orc, Februus i Libitina, Mors personificava l'inici mateix de la mort.
No es coneixen imatges de Mors, ni temples erigits en el seu honor ni que se li oferissin sacrificis, i no s'acostuma a incloure com una deïtat en el panteó romà. Els pocs detalls sobre la personificació de la mort provenen de poemes on se la descriu com a pàl·lida, demacrada, traïdora i enfadada i sobrevola les seves víctimes igual que un ocell de presa, fins a l'hora en què colpeja implacablement. Apareix vestida de negre amb unes ales fosques i treu la gent del camí de vida quan ella vol. En alguns aspectes es equivalent a Tànatos la divinitat masculina a la mitologia grega.
Les primeres mencions de Mors segons Quintilià, es troben en una sàtira d'Enni.